# HD 189944
HD 189944，又名BD+24 3975，SAO 88088、HR 7656，是一颗恒星，视星等为5.88，位于銀經62.87，銀緯-3.02，其B1900.0坐标为赤經19h 57m 30.4s，赤緯+24° -3.02′ 22″。